# Chiesa di Santa Maria della Guardia
La chiesa di Santa Maria della Guardia è uno dei centri religiosi di Catania, sita nella piazzetta omonima nel quartiere Guardia, e sede principale dell'omonima parrocchia.

## Storia
Conta numerose opere d'arte ed una facciata di indubbio interesse storico ed architettonico. Domina l'omonima piazza con il suo profilo ed è uno tra i centri parrocchiali più importanti del quartiere, con oltre 7000 fedeli.
Inizialmente costruita nella seconda metà dell'Ottocento, è stata danneggiata durante la seconda guerra mondiale ed in seguito restaurata.
Nel 1865 la borgata di Guardia rappresentava una superficie arida di nuda e nera lava vulcanica. Verso il 1870-1872 alcuni fedeli, che si recavano annualmente in questa contrada, ebbero l'idea di edificare una chiesa, allo scopo di sviluppare moralmente e materialmente la ridente borgata e potere adempiere ai loro doveri religiosi nei mesi estivi. Coloro che si incaricarono di portare a termine l'ambizioso progetto furono: Prof. Salvatore Bruno dell'Università degli Studi di Catania, che concesse il terreno che sarebbe stato usato per costruire la chiesa, il Sac. Finocchiaro e l'avvocato Antonino Zappalà Spina, che si occuparono in seguito della realizzazione pratica del progetto edificando la prima chiesa, che ebbe una forma circolare.
Durante la costruzione Zappalà Spina si recò in terra francese e, giungendo per mare a Marsiglia, fu colpito dalla bellezza del faro che splendeva luminosissimo sul promontorio del porto, dove una grande statua dorata di Maria a corona della chiesa, assurgeva a funzioni di faro nei confronti dei naviganti. Naturalmente questo spunto viene immediatamente colto dallo Spina, il quale designerà poi la sua chiesa con il nome chiaramente simbolico di Guardia.
Le fonti sul giorno di apertura della chiesa sono discordanti: la parrocchia ricorda come data il 10 aprile 1875, altri testi il 1º aprile 1874: tutte le fonti sono però d'accordo sul fatto che la benedizione venne effettuata e officiata da Sua Eminenza il Reverendissimo Monsignore Benedetto Dusmet, Arcivescovo di Catania. Di quel giorno si conservano alcune annotazioni:
Successivamente, con atto notarile 16 marzo 1877, presso il Not. Distefano Grasso, il nominato prof. Can. Salvo Bruno fece donazione del terreno, figurato a parallelogramma, dove era costruita la Chiesa, all'Arciv. Dusmet come unico parroco della Diocesi. Due anni dopo veniva affidata dallo stesso arcivescovo ai frati minori che vi aggregarono il loro convento. Questi frati, secondo le informazioni tradizionalmente tramandate nella parrocchia, si insediarono soltanto nel 1885, e non, come riportano altri testi, nel 1876. Ingrandita nel 1903, venne restaurata per l'ultima vola dopo la seconda guerra mondiale.

## Il quadro del Gandolfo
Uno dei più importanti paramenti della chiesa è senza dubbio il quadro di Maria, dipinto presumibilmente dal pittore siciliano Antonino Gandolfo intorno al 1877 su commissione del già citato avv. Zappalà Spina. L'attribuzione del dipinto è stata a lungo incerta: infatti, fino ai giorni nostri, ben cinque membri della famiglia Gandolfo hanno seguito la vocazione di pittore, di cui quattro maschi ed una donna. Dal punto di vista cronologico, tuttavia, appare chiaro che a dipingere la "Madonna" fu sicuramente Antonino, visto che lo zio Giuseppe, di eguale fama, morì nel 1855. Il dipinto, che è ritenuto ancor oggi il "simbolo della parrocchia", è stato recentemente restaurato. Si tratta di un olio su tavola di legno, di dimensione 76 × 94 cm. La storia del dipinto è stata travagliata e difficile, motivo per cui sarà analizzata nel dettaglio nel testo seguente.
Dopo la benedizione della chiesa, uno degli atti primari fu quello di far dipingere un ritratto, utile alla concretizzazione del concetto di Guardia, da parte di qualche pittore del luogo. Di questa incombenza si occupò l'avv. Spina, noto per l'indubbio contributo sia nella costruzione che nella successiva nominazione della chiesa. Per questa ragione, l'avv. Spina invitò presso la sua villa un ottimo pittore del luogo, il Gandolfo, al quale suggerì l'idea della realizzazione di un quadro. La realizzazione fu felice: nel dipingere, il Gandolfo si ispirò alla figura della Madonna di Raffaello, nota come la Madonna di "Foligno", e la ridisegnò, inserendo una serie di riferimenti alla chiesa della Guardia: 
ai piedi della Madonna, circondata di angeli, dipinse una giovinetta, simbolo della nascente borgata che offre il cuore a Maria; dalle braccia di Maria, il bambino Gesù, porge alla ragazza un'ancora, segno di stabilità e di fermezza della fede; a destra dipinse la chiesetta della Guardia con sullo sfondo la scogliera di San Giovanni li Cuti, a sinistra, in profondità, la Cattedrale di Catania, di cui ricordiamo naturalmente il forte significato simbolico legato alla figura di Sant'Agata, e quindi, in lontananza, il monte Etna, che all'epoca doveva essere realmente visibile dal punto ove sorgeva la chiesa. I colori del dipinto sono solo in parte quelli della pittura contemporanea al Gandolfo: il manto vermiglio, le nuvole morbide, il drappeggio nei vestiti non sono tutte caratteristiche proprie della cultura pittorica dell'epoca, in cui il Gandolfo si inserisce, ma si rifanno alla Madonna di Foligno, che segue la linea del suo tempo. Il quadro, dal punto di vista artistico, è davvero un piccolo capolavoro della pittura siciliana. Verosimilmente, la pittura del quadro venne conclusa nel 1877, diventando immediatamente il simbolo della chiesa e della protezione simbolica di essa.
L'originale del quadro andò completamente distrutto durante la seconda guerra mondiale; esiste tuttavia una copia, commissionata in seguito alla distruzione della chiesa dopo il secondo conflitto mondiale, al pittore Emanuele Di Giovanni (1887-1979), allievo di Antonino Gandolfo, il quale lo copiò, insieme ad altre opere d'arte allora presenti nella chiesa. Al Di Giovanni, infatti, sono da attribuire anche alcuni dipinti conservati negli altari minori della chiesa.

## Teatro
Da sempre impegnata in attività molteplici quali beneficenza, corsi, gruppi di preghiere ed altro, la chiesa di Santa Maria della Guardia è inoltre regolarmente impegnata in numerose attività teatrali, solitamente svolte nel piccolo teatro a lato della chiesa, nell'edificio parrocchiale. Attualmente, questo progetto ha realizzato un buon successo di pubblico; sono state infatti realizzate più di dieci rappresentazioni, con numerosi attori e addetti ai lavori quali collaboratori e costumisti.
Per lo più si tratta di trasposizioni dialettali di opere di grandi scrittori per il teatro quali Mòliere e Goldoni. Da non dimenticare inoltre le rappresentazioni sacre, quali "La passione di Cristo", "San Francesco d'Assisi" ed "Il martirio di Sant'Agata".

## Persone legate alla chiesa
- Cardinale Giuseppe Benedetto Dusmet
- Antonino Gandolfo (pittore)
- Emanuele Di Giovanni